# Irina Baraová
Irina Maria Baraová (nepřechýleně Bara, * 18. března 1995 Ștei) je rumunská profesionální tenistka. Ve své dosavadní kariéře na okruhu WTA Tour vyhrála jeden deblový turnaj. K němu přidala čtyři trofeje ve čtyřhře ze série WTA 125K. V rámci okruhu ITF získala devět titulů ve dvouhře a dvacet devět ve čtyřhře.
Na žebříčku WTA byla ve dvouhře nejvýše klasifikována v dubnu 2022 na 104. místě a ve čtyřhře v květnu 2019 na 56. místě.
Do rumunského fedcupového týmu debutovala v roce 2021 klužskou světovou baráží proti Itálii, v níž prohrála úvodní dvouhru s Elisabettou Cocciarettovou. Italky zvítězily 3:1 na zápasy. Do září 2022 v soutěži nastoupila k  jedinému mezistátnímu utkání s bilancí 0–1 ve dvouhře a 0–0 ve čtyřhře.

## Tenisová kariéra

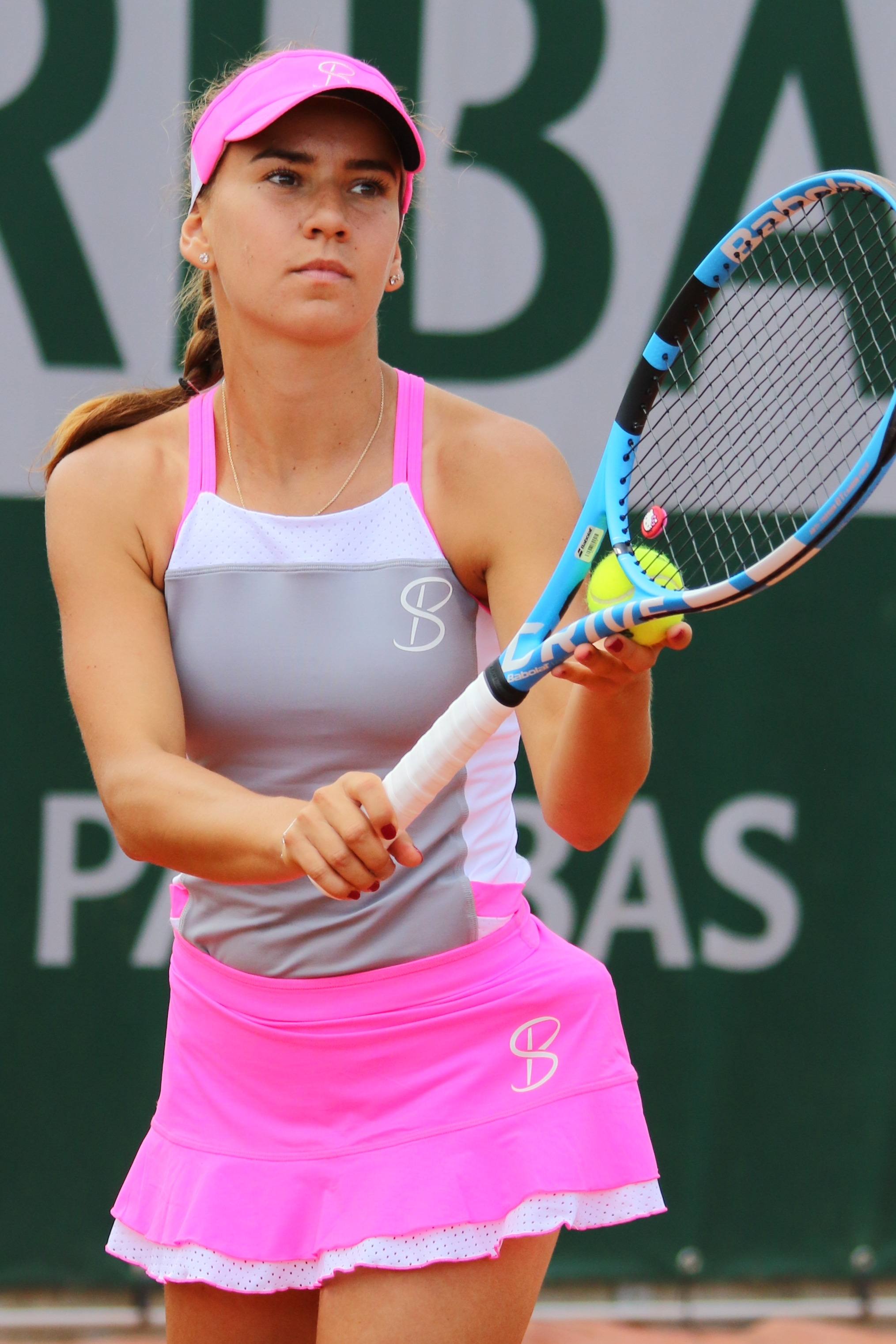
Podání na French Open 2018

V rámci událostí okruhu ITF debutovala v červenci 2010, když na turnaj v Bukurešti s dotací 10 tisíc dolarů obdržela divokou kartu. Před druhým kolem proti třetí nasazené Švýcarce Lise Sabinové ze soutěže odstoupila. Premiérový singlový titul v této úrovni tenisu vybojovala během června 2013 na bukurešťském turnaji s rozpočtem 10 tisíc dolarů. Ve finále přehrála nejvýše nasazenou krajanku Lauru Ioanu Andreiovou, 301. hráčku žebříčku.
Na okruhu WTA Tour debutovala červencovou čtyřhrou BRD Bucharest Open 2015. S krajankou Mihaelou Buzărnescuovou na úvod prohrály s ukrajinsko-českým párem Kateryna Bondarenková a Eva Hrdinová. Ve druhém kole kvalifikace bukurešťské dvouhry nestačila na deblovou spoluhráčku Buzărnescuovou ze čtvrté světové stovky. Hlavní singlovou soutěž si poprvé zahrála o dva roky později na BRD Bucharest Open 2017, kde po průchodu kvalifikačním sítem ji v prvním utkání dvouhry vyřadila stá žena klasifikace Aljaksandra Sasnovičová. Navazující týden opustila bastadský Swedish Open 2017 v téže fázi po porážce od Belgičanky Elise Mertensové. Premiérový zápas ve dvouhře túry WTA vyhrála na BRD Bucharest Open 2018, když vyřadila Bulharku Viktoriji Tomovovou. Poté však nenašla recept na slovinskou světovou devadesátku Polonu Hercogovou.
Debut v hlavní soutěži nejvyšší grandslamové kategorie přišel v ženském deblu French Open 2018 po boku Mihaely Buzărnescuové. Na cestě do čtvrtfinále vyřadily turnajové čtyřky Latishu Chanovou s Bethanií Mattekovou-Sandsovou, než je zastavila osmá nasazená, tchajwansko-čínská dvojice Čan Chao-čching a Jang Čao-süan. Jedenáctkrát v řadě nepostoupila z grandslamové kvalifikace do dvouhry. Tři kvalifikační kola zvládla až na French Open 2020. Po výhrách nad Chorvatkou Donnou Vekićovou a Belgičankou Alison Van Uytvanckovou pak získala ve třetím kole dvouhry jen dva gemy na čtvrtou nasazenou Američanku Sofii Keninovou.

## Finále na okruhu WTA Tour

### Čtyřhra: 2 (1–1)
| Legenda            |
| ------------------ |
| Grand Slam (0)     |
| Turnaj mistryň (0) |
| WTA 1000 (0)       |
| WTA 500 (0)        |
| WTA 250 (1–1)      |

| Stav       | č. | datum      | turnaj           | kategorie | povrch    | spoluhráčka            | soupeřky ve finále                                | výsledek         |
| ---------- | -- | ---------- | ---------------- | --------- | --------- | ---------------------- | ------------------------------------------------- | ---------------- |
| Vítězka    | 1. | říjen 2021 | Kluž, Rumunsko   | WTA 250   | tvrdý (h) | Jekatěrine Gorgodzeová | Aleksandra Krunićová Lesley Pattinama Kerkhoveová | 4–6, 6–1, [11–9] |
| Finalistka | 1. | duben 2025 | Bogota, Kolumbie | WTA 250   | antuka    | Laura Pigossiová       | Cristina Bucșová Sara Sorribes Tormová            | 7–5, 2–6, [5–10] |

## Finále série WTA 125
| Legenda                  |
| ------------------------ |
| D – dvouhra; Č – čtyřhra |
| WTA 125 (4–0 Č)          |

### Čtyřhra: 4 (4–0)
| Stav    | č. | datum         | turnaj                  | povrch | spoluhráčka            | soupeřky ve finále                            | výslede          |
| ------- | -- | ------------- | ----------------------- | ------ | ---------------------- | --------------------------------------------- | ---------------- |
| Vítězka | 1. | září 2021     | Karlsruhe, Německo      | antuka | Jekatěrine Gorgodzeová | Katarzyna Piterová Majar Šarífová             | 6–3, 2–6, [10–7] |
| Vítězka | 2. | listopad 2021 | Buenos Aires, Argentina | antuka | Jekatěrine Gorgodzeová | María Lourdes Carléová Despina Papamichailová | 5–7, 7–5, [10–4] |
| Vítězka | 3. | listopad 2021 | Montevideo, Uruguay     | antuka | Jekatěrine Gorgodzeová | Carolina Alvesová Marina Bassolsová Riberová  | 6–4, 6–3         |
| Vítězka | 4. | duben 2022    | Marbella, Španělsko     | antuka | Jekatěrine Gorgodzeová | Vivian Heisenová Katarzyna Kawaová            | 6–4, 3–6, [10–6] |

## Finále na okruhu ITF
| Dotace turnajů okruhu ITF | Dotace turnajů okruhu ITF |
| ------------------------- | ------------------------- |
| 100 000 $ tournaments     | 80 000 $ tournaments      |
| 75 000 $ tournaments      | 60 000 $ tournaments      |
| 50 000 $ tournaments      | 25 000 $ tournaments      |
| 15 000 $ tournaments      | 10 000 $ tournaments      |

### Dvouhra (9 titulů)
| Č. | datum         | turnaj                     | povrch | poražená finalistka             | výsledek           |
| -- | ------------- | -------------------------- | ------ | ------------------------------- | ------------------ |
| 1. | června 2013   | Bukurešť, Rumunsko         | antuka | Laura Ioana Andreiová           | 6–4, 6–4           |
| 2. | prosince 2013 | Antalya, Turecko           | antuka | Hikari Jamamotová               | 6–4, 6–1           |
| 3. | listopad 2014 | Antalya, Turecko           | antuka | Melis Sezerová                  | 6–3, 6–2           |
| 4. | duben 2015    | Pula, Itálie               | antuka | Stefania Rubiniová              | 6–1, 7–5           |
| 5. | květen 2015   | Antalya, Turecko           | antuka | María Fernanda Álvarez Teránová | 6–7(3–7), 6–1, 6–0 |
| 6. | duben 2016    | Hammámet, Tunisko          | antuka | Tamara Zidanšeková              | 6–3, 6–3           |
| 7. | září 2016     | Hódmezővásárhely, Maďarsko | antuka | Dejana Radanovićová             | 7–5, 6–4           |
| 8. | květen 2017   | Båstad, Švédsko            | antuka | Kathinka von Deichmannová       | 7–6(8–6), 4–6, 6–2 |
| 9. | listopad 2017 | Valencie, Španělsko        | antuka | Olga Danilovićová               | 5–7, 6–4, 6–0      |

### Čtyřhra (29 titulů)
| Č.  | datum         | turnaj                             | povrch     | spoluhráčka             | poražené finalistky                                   | výsledek         |
| --- | ------------- | ---------------------------------- | ---------- | ----------------------- | ----------------------------------------------------- | ---------------- |
| 1.  | duben 2013    | Antalya, Turecko                   | tvrdý      | Diana Buzeanová         | Beatriz Haddad Maiová Bárbara Luzová                  | 7–5, 6–1         |
| 2.  | červenec 2013 | Iași, Rumunsko                     | antuka     | Diana Buzeanová         | Anita Husarićová Kateryna Sliusarová                  | 6–2, 6–1         |
| 3.  | srpen 2013    | Arad, Rumunsko                     | antuka     | Diana Buzeanová         | Cristina Adamescuová Ana Bianca Mihailová             | 6–4, 6–3         |
| 4.  | srpen 2013    | Bukurešť, Rumunsko                 | antuka     | Ioana Loredana Roșcová  | Raluca Elena Platonová Patricia Maria Țigová          | 6–4, 6–4         |
| 5.  | říjen 2013    | Ruse, Bulharsko                    | antuka     | Eva Wacannová           | Lina Gjorcheská Camelia Hristeová                     | 6–1, 6–2         |
| 6.  | prosinec 2013 | Antalya, Turecko                   | antuka     | Conny Perrinová         | Gabriela Talabová Patricia Maria Țigová               | 6–3, 6–1         |
| 7.  | srpen 2014    | Arad, Rumunsko                     | antuka     | Diana Buzeanová         | Lina Gjorcheská Camelia Hristeová                     | 4–6, 7–5, [10–6] |
| 8.  | srpen 2014    | Mamaia, Rumunsko                   | antuka     | Andreea Mituová         | Georgia Crăciunová Patricia Maria Țigová              | 6–4, 6–1         |
| 9.  | září 2014     | Dobrič, Bulharsko                  | antuka     | Andreea Mituová         | Réka Luca Janiová Isabella Šinikovová                 | 7–5, 7–6         |
| 10. | listopad 2014 | Antalya, Turecko                   | antuka     | Melis Sezerová          | Lisa Ponomarová Šachlo Sajdovová                      | bez boje         |
| 11. | prosinec 2014 | Antalya, Turecko                   | antuka     | Diana Buzeanová         | Magdalena Stoilkovská Elke Tielová                    | 6–2, 6–4         |
| 12. | únor 2015     | Palma Nova, Španělsko              | antuka     | Ágnes Buktaová          | Ana Bianca Mihăilová Gabriela Pantůčková              | 6–1, 6–1         |
| 13. | únor 2015     | Palma Nova, Španělsko              | antuka     | Ágnes Buktaová          | Kim Grajdeková Akvilė Paražinskaitė                   | 6–2, 6–4         |
| 14. | duben 2015    | Pula, Itálie                       | antuka     | Oana Georgeta Simionová | Margot Yerolymosová Kimberley Zimmermannová           | 7–5, 6–4         |
| 15. | duben 2015    | Pula, Itálie                       | antuka     | Mihaela Buzărnescuová   | Corinna Dentoniová Claudia Giovineová                 | 6–3, 2–6, [10–4] |
| 16. | září 2015     | Varna, Bulharsko                   | antuka     | Isabella Šinikovová     | Julieta Lara Estableová Ana Victoria Gobbi Monllauová | 7–5, 4–6, [10–4] |
| 17. | březen 2016   | Tarragona, Španělsko               | antuka     | Aljona Sotnikovová      | Georgina García Pérezová Olga Sáez Larrová            | 7–5, 3–6, [10–8] |
| 18. | duben 2016    | Hammámet, Tunisko                  | antuka     | Alice Bacquieová        | Inès Ibbouová Kelia Le Bihanová                       | 6–1, 6–0         |
| 19. | červenec 2016 | Toruň, Polsko                      | antuka     | Valeria Savinychová     | Akgul Amanmuradovová Valentyna Ivachněnková           | 6–3, 4–6, [10–7] |
| 20. | srpen 2016    | Bad Saulgau, Německo               | antuka     | Olexandra Korašviliová  | Nicola Geuerová Anna Zajová                           | 7–5, 4–6, [10–4] |
| 21. | říjen 2016    | Šarm aš-Šajch, Egypt               | tvrdý      | Aljona Fominová         | Guadalupe Pérez Rojasová Jil Teichmannová             | 6–2, 6–1         |
| 22. | duben 2017    | Pula, Itálie                       | antuka     | Tereza Mrdežová         | Sara Cakarevicová Nicoleta Dascăluová                 | 6–4, 6–2         |
| 23. | květen 2017   | Dunakeszi, Maďarsko                | antuka     | Mihaela Buzărnescuová   | Daiana Negreanuová Oana Georgeta Simionová            | 1–6, 6–1, [10–3] |
| 24. | září 2017     | Dunakeszi, Maďarsko                | antuka     | Chantal Škamlová        | Alexandra Cadanțuová Tereza Smitková                  | 7–6(9–7), 6–4    |
| 25. | září 2017     | Biarritz, Francie                  | antuka     | Mihaela Buzărnescuová   | Cristina Bucșová Isabelle Wallaceová                  | 6–3, 6–1         |
| 26. | duben 2018    | Indian Harbor Beach, Spojené státy | antuka     | Sílvia Soler Espinosová | Jessica Pegulaová Maria Sanchezová                    | 6–4, 6–2         |
| 27. | září 2018     | Biarritz, Francie                  | antuka     | Valentyna Ivachněnková  | Ysaline Bonaventureová Helène Scholsenová             | 6–4, 6–1         |
| 28. | září 2019     | Valencie, Španělsko                | antuka     | Rebeka Masárová         | Andrea Gámizová Seone Mendezová                       | 6–4, 7–6(7–2)    |
| 29. | říjen 2019    | Kiskút, Maďarsko                   | antuka (h) | Maryna Zanevská         | Akgul Amanmuradovová Elena Bogdanová                  | 3–6, 6–2, [10–8] |